# The Old Doll
The Old Doll és una pel·lícula muda estatunidenca de la Vitagraph estrenada el 23 de desembre de 1911, protagonitzada per Helene Costello, John Bunny i Alec B. Francis.

## Argument
La Delia i la Fanny són grans amigues a l'escola. John Bunny n'és el mestre. La Delia té una nina que estima molt però quan els seus pares es muden a una altra ciutat la regala a Fanny que al seu torn li dona un petit anell d'or a la Fanny. Així sempre es recordaran. Anys després, Delia es casa i gaudeix de tots els conforts de la vida. Fanny també s'ha casat però ha quedat vídua amb una criatura petita. Viuen a la mateixa ciutat però no s'han vist mai. Per tal de tirar endavant, Fanny fa de modista. Un dia, rep una minyona li porta l'encàrrec de fer un vestit. És per a Delia. Acabat l'encàrrec el porta a la casa i la deixen sola un moment al rebedor. Allà, Fanny descobreix la bossa de Delia sobre la taula i l'agafa.
Quan es descobreix el robatori, de seguida sospiten d'ella i el matrimoni, amb la criada i la policia es dirigeixen a casa de Fanny. Cercant el moneder obren un bagul i Delia hi descobreix la seva nina. Demana a Fanny d'on l'ha treta. En descobrir que la modista és Fanny, fa que la policia marxi i presenta la Fanny al seu marit que l'acullen amb el seu fillet a casa seva.

## Repartiment
- Helene Costello (la nena)
- John Bunny (el mestre)
- Alec B. Francis (el pare)
- Rose Tapley (Delia)
- Beatrice Behrman (Fanny)